# Cadolzburg
Cadolzburg (ældre sprog: Kadolzburg; lokalt: Sporch) er en købstad (markt) i Landkreis Fürth i Regierungsbezirk Mittelfranken i den tyske delstat Bayern.

## Geografi
Der er store højdeforskelle i kommunen.

### Nabokommuner
Nabokommunerne er (fra nord, med uret):
- Veitsbronn
- Seukendorf
- Fürth
- Zirndorf
- Ammerndorf
- Großhabersdorf
- Langenzenn

### Inddeling
Cadolzburg består af hovedbyen og 15 landsbyer og bebyggelser:
| - Ballersdorf - Deberndorf - Egersdorf - Gonnersdorf - Greimersdorf | - Pleikershof - Roßendorf - Rütteldorf - Schwadermühle - Seckendorf | - Steinbach - Vogtsreichenbach - Wachendorf - Waldhaus - Zautendorf |

## Borgen
Byen, der er nævnt første gang i 1388 har navn efter borgen Cadolzburg, der er kendt fra 1157. Det nuværende borganlæg stammer fra det 13. – 18. århundrede. Fra 1260 tjente Cadolzburg som sæde for Huset Hohenzollernes borgrevskab Nürnberg. Kurfyrst Frederik 1. af Brandenburg ombyggede borgen fuldstændigt. Han døde her i 1440.